# 1519 Kajaani
1519 Kajaani eller 1938 UB är en asteroid upptäckt den 15 oktober 1938 av den finske astronomen Yrjö Väisälä vid Storheikkilä observatorium. Asteroiden har fått sitt namn efter det finska namnet på staden Kajana i Finland.